# 长沙市长郡中学
长沙市长郡中学，通称长郡中学，简称长郡，是一所位于湖南省长沙市的普通高级中学。该校在湖南具有很高声誉，是湖南省首批示范性普通高级中学之一，与当地其他三所高中并有「四大名校」之称。
长沙市长郡中学前身为1904年创办的长沙府中学堂，发展过程中曾数易其名。1952年至1984年间，其以「长沙市第二中学」名称办学。2001年，长郡中学与民办学校麓山国际实验学校合作建立长郡教育集团，目前此集团成员学校已有三十余所。除本部以外，该校还开设国际部，向海外高校输送学生。
学校以「朴实沉毅」为校训，其章程中确定的办学理念为「尊重个性，唤醒自我，激发潜能」，育人目标是「爱生活，善求知，忧天下，有作为」。学校实行校长负责制，中国共产党长郡中学委员会则为政治核心。自2025年8月以来，长郡中学校长为邓智刚，校党委书记为王月林。

## 学校简史

### 1904年至1912年

#### 历史沿革
1904年即光绪三十年，长沙知府颜钟骥依《奏定学堂章程》要求，在府城内黄泥街开设中学，称「长沙府中学堂」，是为地区第一所官办中学，之后校址迁至宝南街，此时学校监督屡易、校舍无定。1908年，长沙府署拨白银三万六千余两，于南门口三府坪兴建校舍。次年校舍落成，规模初具，从此校址除抗日战争期间外几无变动。1909年春，学校迁入三府坪校舍。但校舍于1910年的民变中遭到破坏，故长沙府署复拨官银二万五千两对其加以修复并稍事扩大。:9－10

#### 校况概述
长沙府中学堂初按癸卯学制办学，学制五年。1909年清廷又颁布文实分科章程，文实各有侧重，学制仍为五年，当时府中学堂修缮校舍，在此章程颁布次年方予执行。清季之学制，儒家经典教育仍相当重要，文实分科后实科同样有「读经讲经」课程，而民国肇建，这一课程在新学制中得到废除。:989－991
学堂甫建，首任监督彭清藜仍固守旧式教育风格，严命学生行儒门故事，朝夕拜孔，引起学生不满。1905年夏，府中学堂学生向新任湖南巡抚端方控告监督所行，要求撤换，端方允诺，彭清藜不久离任，郭宗熙继之。此事为湖南史上第一次学潮。
府中学堂虽重视儒家教育，而当时局势板荡，列强环伺，其救国图存新风亦渐渐兴起。1905年抵制美货运动爆发；同年湘人陈天华在日蹈海，次年姚宏业自沉黄浦，湖南学界及广大群众集会公葬二人，并发起示威，这些运动府中学堂学生均有参与。保路运动期间，府中学堂学生于1911年6月14日与长沙各学堂一致罢课，并牵头集合各学堂学生商议夺回干路，遭到弹压。其后全省运动渐趋猛烈，革命气氛更为昂扬。当时教育界人士彭国钧也已活跃参与其中，日后此人成为长郡联中第一任校长。:11－14
然而自开办至清亡，府中学堂规模始终不显，辛亥革命时其仅有班级两个、学生六七十、教职工十人左右，教学质量及声誉难称卓著。:577

#### 监督事略
长沙府中学堂历任监督中，第三任监督龙绂瑞贡献尤大。龙绂瑞系出名门，为龙湛霖之子，长沙多所名校初创时，其家都有出资。长沙府中学堂于1908年能得拨款建立校舍，其人之力请陈辞功不可没。另外首任监督彭清藜虽因病自行辞任，履职不长，其后则自愿回校任教，亦颇受敬重。:6－9, 348第二任监督郭宗熙视事后改善学堂环境，聘请新学人才，惟日后仕于满洲国，晚名不彰。

### 1912年至1949年

#### 联中初创

##### 历史沿革
1912年中华民国建立后府制废除，在彭国钧等人努力下，原长沙府属十二州县驻省中学并入长沙府中学堂，沿用原来校舍，命名为湖南长郡公立中学校，简称「长郡公学」，由彭国钧担当首任校长。:988学校由十二州县合办，筹备时每州县各推二人成立了筹备会，后来校董会即在此基础上组建。郡校集合原各校产款以为校产，且规定各县按入学人数提供协款作长年经费；学生则承自各县驻省中学，编成五班，同时新招六班，合计十一班千人左右。:16－17学校成立时面向长沙府各县广泛招生，此传统一直保持到1950年代后期。:137:18
1914年，学校更名湖南第一联合县立中学。1917年，为解决长沙府合格小学师资匮乏问题，学校增设师范部，易名为长郡公学，免收师范生学费。师范部自始至终只办过一届共四班，然毕业者后多成为府内十二县小学教育骨干。:24另当年湖南省议会曾考虑将全省各联立中学改为省立，由于经费不继及各县反对等原因未竟全功。:400
1918年，张敬尧进军湖南，湘省教育横遭摧残，长郡等中学校舍为军队所据，一段时间后复课。次年五四运动在北京爆发，波及湖南。当时长沙各校均组织「救国十人团」，宣传救国、反对「二十一条」、抵制日货，长郡亦不例外。运动高潮时学生群情激愤，学校的教学事务再受扰动。五四运动之后，湖南进而爆发大规模运动反抗张敬尧，是次运动以学界为主力，史称驱张运动。彭国钧并不赞同共产主义，视之为「过激派」，不过其在此时期数次运动中亦积极主持，更因支持并参与「驱张」而被迫去职，于1922年复任。然而此时赵恒惕掌湖南政权，彭国钧又参与反对，再遭撤职，离开长沙。:25, 51－55:564－567

##### 校况概述
此段时期长校者为彭国钧。其强调爱国主义，主张教育必须适应社会需要。联中创立时彭国钧提高教师薪水，降低学生收费，所招学生中多有贫寒子弟，生活简朴，社会谑称「长郡叫化」。:19:6长郡之课程安排除重视自然科学外，为学习外国科技亦特别重视外语。中华民国元年教育部颁布新学制，外语以英语为主，保留日语，但长郡在此基础上又增加德语课程，当时中国有德语课程的中等学校包括郡校在内仅仅三所。:22:991－992

湖南第一联合县立中学足球队，摄于1915年

彼时长郡亦以重视体育闻名。1913年，彭国钧奉命赴日本考察教育，他认为日本之强盛关键在重视教育，考得当年日本将身体锻炼和科学研究一视同仁的做法，有所赞赏，归来即加强郡校的体育教学，并于是年前后定下「朴实沉毅」校训，流传至今。1913年，长郡中学举办校运会，在湖南中学界首开先河。又长郡足球在长沙各校连续称雄达十余年之久，先后有「八大球王」「八小球王」名噪一时。:28－33
清末至第一次世界大战结束前，社会有推行「军国民教育」的风潮，湖南在其中表现尤为突出，具体而言一为重视体育，一为重视军事化训练。长郡不仅以重视体育称，亦以军事性方式训练学生，要求学生着制服、打绑腿，严格按照士兵训练要求上操，在外界又有「长郡丘八」之称。另外，1917年湖南成立童子军组织湖南少年义勇团，于中第八团为长郡所建。一战结束后，中华民国教育部不再推行军国民教育。:28－33:472－473
新文化运动前后，长郡积极参与变革。毛泽东等人所办新民学会，正有一集会地点在长郡教师家中，郡校学生罗章龙亦为创始成员。校内而言，1913年，长郡学生取「以文会友，以友辅仁」之意创办「辅仁学社」，其成员（包括毕业生）日后在五四运动和驱张运动中行动皆不少。辅社于创办当年又与另一校内组织「学术共进会」合办《长郡周刊》，1919年下半年开始公开对外发行。另一方面，自1919年起湘人积极参与留法勤工俭学等赴外国留学运动，长郡学生于内相当活跃。:34－35, 39－44, 50

##### 校长事略
彭国钧，安化人，初为秀才，后弃科举而入明德学堂师范班，受到黄兴及明德创始人胡元倓影响。毕业后彭国钧曾任修业学堂监督，然其所倡各县驻省中学合校一事甫得响应，即辞去修业监督一职，专心郡校筹备工作。后来彭国钧成为长郡联中首任校长，极重教员，高薪礼聘名师，自身少私抱朴，长郡校歌、校训及重视体育等传统皆在此时奠定。其治校严格，不畏阻力，有「Tiger」之称，即「老虎校长」。:20－23
治校期间彭国钧仍热心社会，重视实务。1914年，湘雅医学院开办，首届招生不足，开课后补招学生。彭国钧当时亦任湘雅董事，动员毕业生投考。时郡校学生张孝骞、彭治朴正在毕业班，初志在工业富国，彭国钧与二人谈心后，即均决定从医。彭国钧破例豁免此二人中学余下课业，允其即赴湘雅就学，但要求二人日后回校参加毕业考试。张孝骞日后成为中华民国中央研究院首届院士以及中国科学院首届学部委员，彭治朴亦成医学名家。:22－23此外，彭国钧认为中等学校当以职业教育为重，中学生毕业后应有就业能力。1915年其复兼任修业校长，后来于中创办农科。抗日战争期间修业西迁安化，彭国钧又在斯增设茶科，是为中国农业中专中最早开设茶科专业者。
彭国钧自1912年起长期多次倡议成立湖南体育会，碍于种种原因，直到其离开长沙后的1924年才得偿夙愿。1917年彭国钧又与徐特立、朱剑凡等人及长沙各中等以上学校校长参与「健学会」，提倡研究新思想、新问题。:31－32, 37－38:9, 11:557
1946年，彭国钧得评为湖南教育界五老之一。其人在北伐及马日事变前后曾经反共，但1949年又有份于营救中共党员，1951年，彭国钧以反革命罪被捕，次年在押解途中落水而死，惟日后得到平反。

#### 动荡时局

##### 历史沿革
1919年彭国钧因反对张敬尧被迫去职走沪后，长郡校董会选举教导主任文启灥为校长。文启灥继承彭氏治校理念，仍然支持学生运动。1922年彭国钧回长沙复任校长，文启灥调离。不到一年，彭国钧再次离开，彭运斌接任，自认难以处理赵恒惕与学生革命间矛盾，于1924年辞职。从1923年新一届入学起，郡校开始执行新学制，专办新制初级中学，此前四年制班级称为「旧制」。:54－55
彭运斌辞职后，谢逸如继任长郡校长。1925年五·二八及五卅青沪惨案之后长郡师生积极参与「雪耻」运动，谢逸如曾参与同盟会，亦同情学生，赵恒惕旋撤其职，随后强迫长郡校董会选同乡张有晋为校长，停止长郡师范招生。张一度向学生妥协，之后方得以视事。然张有晋对赵政府奉命唯谨，上任后食言，引起学生反抗。当年底学生与校方的矛盾激化至与执政之赵恒惕政府的矛盾，乃至于全省大罢课。其后赵政府勉强让步，张有晋不久离校。次年三月，赵恒惕去职，离开长沙。:59－61
1926年，张之后接任校长者为鲁子源。其为国民党左派，坚决拥护「联俄、联共、扶助农工」三大政策。鲁子源支持学生会工作，学校各种社团活动也重获扶持，空前活跃。然而四月四一二事件爆发，五月许克祥等人即于21日发动事变，滥杀并通缉左翼人士，鲁子源避走武汉。此事之后，郡校与湖南全省其他公私中学并遭湖南政府强令停办。:60－62
由此学校迫于时局停办半年，校舍重为军队所据。:988其时学校选举王季范继任校长，1928年学校复课，专办初中，由于已无师范，复名湖南第一联合县立中学。以兵乱等故，学校教师队伍流离，亟待重建。王季范不拘学历，多方礼聘贤能，长郡一时人才济济，所编教材有行销数省者。1930年，国共两党在长沙爆发战斗，郡校地邻警署，红五军攻占长沙之际再受军队冲击，损失甚巨，但学校经营勉未中断。当年学校更名为湖南长郡联立中学校，次年开始招收高中学生，初、高每年各入学一班。此后王季范继续长校，期间长郡奉政府命扩招初中，遂以之为办学中心。1936年，王季范任满辞去。:66－68

##### 校况概述
五四运动及驱张运动后到日军全面侵华前一段时间，湖南先有政局动荡于内，后有日寇窥伺在外。共产主义思想进入中国，在长郡也掀起波澜。1924年谢逸如长校后，校内政治气氛一度活跃。曾三、宋希濂、杨孔万等学生在校内组织「雷声社」，而后发行《新雷声》杂志，影响广泛，而校内其他各学生组织同样发展，曾请萧三到校作政治报告。当年国民党一大召开，同年共青团在长郡建立支部，国民党区分部也在长郡组织起来；次年三四月间，共产党在郡校的支部亦得以成立。:56－57五卅惨案后，长郡学生在外游行、参与「雪耻」运动，当时赵政府以期考为名令学生回校，谢逸如校方同情学生，并未阻止学生继续游行，而在考前划出重点，帮助学生通过。谢校长所行引起旁人告发，遂为当局调离。
左翼运动在张有晋治校期间曾受校长打压，惟其招致更大反抗，而运动仍然开展。谢逸如去职后长郡学生本属意共产党员熊亨瀚为校长，然而校方最后仍然选出张有晋。此事在当时引起学生强烈反弹，张与学生商议，承认组织学生会后才暂时平息风波，得以上任。然其上任后反禁止改组学生会，而试图以官办的「伙食会」代之。当年底以曾三为首的长郡学生起而自行组织学生会，张即开除甚至引警察逮捕多名学生。面此反抗，赵政府派军队进驻长郡校园，又扣押各校学生代表，如此种种激发长沙学生群起抗争，至于引发全省大罢课。慑于省内外各界压力，赵政府只得让步，撤走驻军并释放羁押的学生代表，试图平息学潮。一段时间后，先前被捕的郡校学生也得到释放。:59－61
鲁子源上任后立即撤销前任的开除令，惟多数学生没有回归而转投他处。其治校时长郡曾组织开设「共产主义ABC」和「社会问题」两门课程，又在1926年12月由时任教师李维汉请毛泽东到校作报告，题为《关于国民革命的中心问题》，反响热烈。四一二事件后，鲁子源曾在讨蒋反帝示威游行上讲话声讨，斥蒋叛变，长郡校园反蒋气氛日浓，然而马日事变随后爆发，长郡有多名师生死难。这一时期长郡颇有人留名于左翼革命运动史中。:60－64
马日事变后王季范治校，期间多数时候主政湖南之人为何键，其人反共严厉。左翼运动既受打击，而日军侵略阴云渐重，此时期郡校在爱国反帝上有所表现。1928年4月长郡公学师生联席议决通过公约，以「实现三民主义」为教育求学之目的，而提倡严守「本党」（国民党）的纪律，于「革命的意志」下共同生活。不过曾于此时期就学长郡的学生中后来仍有人参与共产党事业，其内即有王季范的独子王德恒，被国民党杀害；又有《红旗》杂志前主编方克（莫立本），其奔赴延安也同王季范促成有关。:72, 75, 79九一八事变后长郡为抗日多方宣传，此外也组织军事训练。1931年10月，湖南学生成立铁血救国团，影响长沙学界；1933年6月，省城20余所高中以上学校二千余名学生参与军训总检阅，长郡学生在其中持枪操练。:885－887
根据此时期在长郡就读的校友锺武雄回忆，除省立第一师范免收费用以外，长郡中学之收费在长沙各中学中列为最低，一些家境贫寒的子弟得以进入长郡接受教育。为减轻学生经济负担，当时长郡不收制服费用，对外出学生也无着校服的要求，社会人士不知内里者多有微词。学校伙食由学生负责采购，价廉物美；校园内部有学生经营的合作社，可以购买糖果文具等等。:139－143

##### 校长事略
文启灥，醴陵人，号湘芷，毕业于京师大学堂，长校长郡前曾任湖南第一师范校长；郡校后又先后长含光女校、任永兴县令而卒于任上；彭运斌，攸县人，后曾任攸县县立临中校务委员会副主委、第一届国民大会攸县代表；谢逸如，醴陵人，任职期间强调民主与学生自治，被赵恒惕撤职后曾随程潜任事。:349－350
张有晋，湘乡人，离职长郡后曾在妙高峰中学工作，1952年任中央文史馆馆员。其人作为数学教师颇受敬重，然曾经奉上级命令镇压学生运动一事也令其有所自责。:350
鲁子源，浏阳人，长郡校友，曾在湖南一师、湖北第三乡村师范、衡阳扶轮中学等处任职。:350
王季范，湘乡人，治校时向学生热心教导爱国反帝等思想。其治校八年，每期开学必向新生上第一课，题名《明大义而有专长》，课题如一，惟每次引用不同材料、结合当下形势，讲论学习目的、阐述校训、发扬爱国主义纲领，对当时学生影响颇深。每周朝会上亦有校长讲话，主题多变，九一八事变后，其核心更变为抗日救亡，指斥官僚、鼓励斗志。王季范又请社会各界人士来校主讲时事，主讲人中有学者、将领、飞行员乃至有黑旗军战士。铁血救国团成立后，郡校有学生在校教唱其团歌《铁血歌》，王季范即于朝会上阐释歌词，鼓励学生努力杀贼。为抗倭患，校长又在学生作业本封面、封底上印刷古今民族英雄头像及其诗文，在招考高中新生时亲命作文题问以抗倭之策，还于1923年规定课程基础上加开几何画、经济学、制图三门课程，如此等等，多方组织宣传。:9931931年王季范组织学生创办《讨倭专刊》，在校内外均颇具影响。长郡于彭国钧时期重视体育的校风在王季范治校时也得继承，足球队继续称雄，国术亦成为长郡学生所修内容。:66－71, 74, 350:885－886
1949年后王季范曾回郡校任校董会董事长，1953年赴北京，曾任政务院参事及前三届全国人大代表。:351

#### 西迁蓝田

##### 历史沿革
1936年，地理教师、训育主任鲁立刚继任长郡校长。后日军全面进犯中国，长郡高中学生开始集中军训。时任湖南省主席张治中于1938年组织学生下乡分担乡镇长的民训工作，郡校高中即于当年上期暂停，学生分至各县参与之。:895－899是年日军侵略愈紧，为避战祸，学校于当年夏西迁安化蓝田镇（今属涟源市），冬，长沙校舍重创于文夕大火。在蓝田，学校继续教学工作，而1945年4月蓝田亦告急，学校只得疏散进乡，暂厝民宅，于树荫下上课。当年上学期结束后蓝田威胁解除，下学期学校即回蓝田开学。其时日本已经投降，于开学同时，长郡准备回迁，鉴于长沙校舍已毁于大火，遂于原址重建。1946年3月，郡校在三府坪如期开学。:82－84, 119

##### 校况概述
童子军活动在长郡原先并不兴盛，日寇进逼之下也一跃而颇具气象：学生清早起床跑步，下午课后深入街巷为抗战服务宣传，晚间组织讲演、咏唱抗日歌曲。校门侧建有防空洞，学生仍在洞外坚持上课，闻空袭警报方避入洞中。后来战况不利，学校西迁。在蓝田，初中学生春秋分批组织「童子军野营」，高中学生则组织行军，长假期间还聘用留校教师并遴选学生于当地开「儿童组」兼办社会教育。
长郡联中本不甚宽裕，西迁蓝田则更加艰难，经济拮据、校舍小陋，多次使省教育当局认为需要补救。但鲁立刚校长等人四处筹款勉力维持，学生简朴求学勤于修业，如此郡校的教学工作仍得以进行甚至日见起色。学校用戏台改成理化生实验室，生物实验能满足「每人一台显微镜」要求。校长甚至化西迁为机会，为学校招揽了一批不愿作亡国奴的南下人才。:15－17当时长沙府属各县多半沦丧，许多学生亦经济窘迫，学校于1943年9月成立员工福利基金，年底又正式成立奖学会。此情况下，长郡学生除少数为招聘会所吸收之外无一辍学，成绩依旧，得到教育厅明令嘉奖。:88, 95日后奖学奖教金历经兴废，今成定制。
蓝田地处乡里，学生于苦中尚能作乐。每年5月至10月，蓝田河适宜游泳，郡校学生课余即于此锻炼，皮肤黝黑，互相戏称「黑人牙膏」。1945年学校避祸疏散时教学住宿条件更加艰难，教室不敷使用，同时粮食不继。学生上课时挤在室内，遇雨即转到林中围坐周围石上，应对粮食问题则组织栽种草莓，并未有违反纪律情况出现。:89－91
另外，本文所引史料《长郡青年》杂志为三民主义青年团长郡分部于此时期创办，后不知何时停刊。

##### 校长事略
鲁立刚，浏阳人，与前任校长鲁子源并在郡校求学，同届毕业，:60, 351其接任长郡校长颇与其师彭国钧鼓励有关。既担此任，鲁立刚即一改平时西装革履作风，剃平头，着布衣，融入「长郡叫化」氛围之中，且长校期间一直教授地理课程。他又延续王季范的爱国主义教育做法，注意以爱国英雄和湖南名贤事迹勉励学生。这一时期学校不分文理科，以使学生即便不能升学也可于各行各业掌握一定基础知识，学以致用。鲁立刚以国民政府为正统，后来旅居台湾，然而一直挂念郡校，去世后其遗孀靳吉禾将其积蓄并各方资金捐赠郡校，以鲁立刚为名的奖学、奖教金如今仍年年颁发。:92－101:15－19
鲁立刚虽以国民政府为正统，但对于倾向左翼的学生也能包容。1940年长郡曾发生学潮，引发师管区迫使学校开除学生。鲁立刚一方面力请减免开除数额，另一方面安排其他学校接收被开除学生，使其学业不废；后来长郡训育主任遭到警察疑忌，一名学生也因与其之关系而被拘留，鲁立刚亲往保释学生，并说明情况，训育主任也安全离校。:17

#### 二次内战

##### 历史沿革
1946年，长郡中学回迁三府坪。不久后第二次国共内战全面爆发，郡校在此数年中其发展也与内战形势紧密联系。1949年4月4日，在「长郡民歌社」及社团联谊会等基础上长郡学生组建了第一届学生自治会。当月长郡学生在中共领导下开办工人夜校，后来又开民众识字班。5月，校长鲁立刚离校赴台，训导主任刘琳森留在大陆，代理校长。:119, 120－128, 352
不久后长沙即将易帜，白崇禧意图炸毁长沙重要设施。在中共地下组织布置下，6月中共地下党员李人琢、戴超伦等人组织护校委员会。7月下旬，长沙局势渐趋明朗，市中成立「学生迎接解放联合会」，长郡负责联络部，从此郡校的护校委员会更名为迎解委员会，8月6日晚，解放军进入长沙城。1949年秋，长郡中学由新成立的长沙市人民政府接管。全校教师选举黄世知为校长，任职半年。:119, 128－130:17

##### 校况概述
为防止赤化，这一时期的长郡被国民政府列为重点控制学校。但长郡学生倾向革命的趋势仍然日渐明显。先有个人与外界革命组织联系，之后大量倾向革命的社团在长郡组织起来。在中共地下组织的串联下，这些社团联合成立「长郡民歌社」。通过这一组织，中共地下党得以将一些大规模运动传递到各社团、各班级中。后来长沙市民争取和平的游行受挫，克强学院学生高继青遇害，长郡社联根据形势改组为学生自治会。五四运动三十周年之际，长郡学生自治会联合南区其他中学开展巡回演出，其中长郡民歌社的节目是主要内容。演出之后，南区学联成立，长郡在内负责学习股。:17
当时长郡的地下党员有教师李人琢、学生戴超伦二人，均直接与上级联络，并无横向关系。过去长郡的教育理念素被诟病为「读死书」，:83, 86, 92且紧跟国民党方针，到此时也渐渐引发学生不满。1948年，戴超伦等学生在校内出版壁报，引发校方训斥；然而次年初长郡各类倾向革命的社团及其活动已多到校方无法压制的程度。「长郡民歌社」是各社团骨干经过研究，决定从民歌入手团结教育同学的产物，确实聘请了音乐教师作为辅导，成立后成为长郡最大的社团组织。之后从民歌社和各社团联合的基础上，社团联谊会也得到成立。4月4日，学生代表会议选举产生第一届学生自治会。三天后，长郡学生第一次走上街头参加游行，其时教务主任把守门口，但最终无法阻挡学生冲出校门。之后长郡还组织了民歌晚会，但中途被三青团打断。
学生会成立后，与校方展开周旋斗争。此时长郡学生食堂价高质次，菜有苍蝇，米饭甚至发霉。各班组织清算委员会，查出校方劣迹，由学生会带头迫使校方让步，退还了多收款项。
6月学校组建护校委员会，留校护校者百余人，集中到高中三个大教室住，并订立制度，白天学习，夜间巡逻。此前4月长郡学生在中共领导下开办工人夜校，之后又办民众识字班、成人识字班，民众识字班后来还搬入长郡校内。这些民校的教师都是郡校学生，义务教学，不收费用。此举得到了工友的支持，在护校斗争中，工友成为主力。

##### 校长事略
1948年，鲁立刚任国大代表，次年夏任湖南省教育厅厅长。:57鲁立刚离校，训育主任刘琳森代为校长。1949年秋，校董会选举物理教师黄世知为校长。黄世知，湘潭人，长郡校友，在新旧交替时期聘任一大批倾向革命的教师。其非常重视文艺活动，但因此受到非议。黄世知本为教课出身，无意行政，任职不数月，听到批评后坚决辞职。:58
这段时间前后发挥作用的还有副校长李迪光。李迪光，长沙（今望城）人，自幼刻苦，成绩优异。1950年春，其以党代表和军管会代表身份接管长郡中学，废除党义、童军、军事训练等课程，并改公民课为政治常识，改变并建立各种规章制度。:59－60

### 1949年至今

#### 更名二中

##### 历史沿革
1950年，学校改为公立，校产上交政府，校董会解散，更名为长沙市第一中学，开始招收女生，当年冬季中共党组织公开，成立党支部。两年后实践中学并入，又更名长沙市第二中学。1953年，学校在校舍附近上黎家坡兴建校舍两栋，移入高中部，次年又吸收一所私立学校，于较远的肇嘉坪设立第二分部，在校生一时达三千人之多。1956年高中部又迁进三府坪本部，肇嘉坪校舍独立为第十六中学，黎家坡则作初中部校舍。1957年开始，学校正常教学秩序受到反右扩大化的干扰，直到1962年方得恢复。:137－155:191965年，学校在长沙县路口区创办学农分校，但一年后文化大革命爆发，分校只留少部分教职工驻守。:19－20
1966年「文化大革命」开始。年底长沙市二中改为长沙市汽修厂五·七中学，学制由三·三制变为二·二制，校内「红卫兵」组织活跃。1969年，通过驻校军宣队，长沙床单厂以代学校在三府坪兴建教学楼为条件占去学校黎家坡校区二千余平方米。1971年学校党组织恢复活动，召开平反大会，兴建南栋教学楼，着手恢复教学秩序。1976年「文革」结束，1977年恢复高考。次年学制改为三·二制，同年恢复学科教研组、学校工会。1983年，长沙市二中完全恢复三·三制学制:162－176, 181:20－21

##### 校况概述
文化大革命开始前，长沙二中注意对学生的思想教育，主要方式为参军、参干、抗美援朝、宣传「三反五反」等。1951年学校两期参军参干的人数达到164人之多。当时学校组织的集体活动，其团体纷纷以共产主义革命史上的英雄人物命名。1952年，学校遵照中共的教育方针，面向工农开展大规模的劝学运动，增加助学金，工农子弟入学人数大增。当时学校资源一时不济，市教育局从小学抽调师资培训，并将部分课程错开到礼堂、食堂进行，使得学生能全日在校学习，称「两室三班制」；同时按街道还组织有家庭学习小组，教学质量得到保障。1961年，学校曾与顺星桥小学、幼儿园建立「一条龙」试验。1962年开始，学校开始恢复教学常规、建立教学秩序，一年后王海洲接任支书，试行全日制中学暂行工作条例，后来又开展活动为教职工评功摆好，激发了教职工的积极性。:18－19
除教学外，学校也重视课外活动与生产实践。学生按各学科特点开展实践，如数学组制作几何模型、实地测量等；又筹办工厂、开辟农场，学生在农场按511制轮流劳动，后来农场停办。:18－19学校在1965年建立的路口分校虽一年后就因「回学校闹革命」等政治原因几于清空，但也有少数师生留守，后来也接受学生在此短暂学习。:159, 167, 170
1950年夏季前后，学校建立体操队，建立之初曾受邀在长沙市中学生运动会上表演。:122这支队伍成为如今长郡中学历史最久的运动队，后来演变为健美操队。
肇嘉坪的第二分部，师资来自二中，但校舍条件不如本部。据当时学生回忆，分部学生周末可以参加本部活动，其他时间如同排斥于本部门外。分部八个班仅六间教室，班级轮流上课；改制为十六中时，曾受到学生抵制。:117－119
文革后期学校的教学秩序逐渐恢复，但学校受到的破坏非一朝所能清除。1982年，二中高中毕业考试的合格率仅为33%，视力减退的比例却在60%左右。时任校长撰文提倡迅速大力改革，主张推行「校长负责制」，不支持党支部领导学校行政工作。

##### 校长事略
熊克立，益阳（今桃江）人，曾在岳云中学任教。1949年其参与筹组湖南省教育公会并任秘书长，12月出任郡校校长。后来其被划为右派，1979年平反。:58
李人琢，醴陵人，长郡校友，长沙易帜前夕在护校委员会得选为主委，1952年接任支部书记兼校长。其贯彻中共的教育方针，同时提倡「大兴长郡读书之风」，强调刻苦学习，早晚各处检查学习情况，还组织学生互助、以团带队，要求学生在各自基础上定出努力目标，采取具体可行措施，不断前进。结合二中的革命历史，李人琢也经常对学生作思想教育、激励学生。郡校革命前辈中其最推重郭亮与任弼时，经常引用二人故事教育学生，并每年将二人名字授予最优秀的两个班级为称号。除学生工作，李人琢也重视教师队伍建设，并要求中层干部各自联系教研组，逐渐胜任一科教学工作。:18－19

#### 复名长郡

##### 历史沿革
1984年3月28日，长沙市第二中学复名为长郡中学，赵朴初为学校题写校名，此后又重新编订了班号。当年适逢学校建校80周年，4月学校举办了隆重的庆典。1985年，长郡中学复名后颁发第一届奖学金。:186:21－22
八十年代时，学校成立了家长委员会。1985年，学校改教导处为教务处，另设教育处。1989年，学校兴建科学馆，次年胡立继任校长。1994年，长郡中学挂牌「湖南省重点中学」。:22－24
2001年12月，长郡中学和麓山国际实验学校合并组建长郡教育集团。

## 历任校长
长郡中学历任校长如下（包括历史上各段时期，不考虑校名变更）：
| 时代       | 任期       | 姓名         | 时代   | 任期       | 姓名   |
| ---------- | ---------- | ------------ | ------ | ---------- | ------ |
| 1904－1912 | 1904－1905 | 彭清藜       | 1949－ | 1949－1950 | 黄世知 |
| 1904－1912 | 1904－1905 | 郭宗熙       | 1949－ | 1950－1952 | 熊克立 |
| 1904－1912 | 1905－1909 | 龙绂瑞       | 1949－ | 1951－1973 | 李人琢 |
| 1904－1912 | 1909－1912 | 周声洋       | 1949－ | 1962－1963 | 杨秀民 |
| 1904－1912 | 1909－1912 | 张卤甫       | 1949－ | 1964－1969 | 周翔   |
| 1912－1949 | 1912－1919 | 彭国钧       | 1949－ | 1970－1971 | 关孝忠 |
| 1912－1949 | 1919－1920 | 任福黎       | 1949－ | 1971－1980 | 郑江   |
| 1912－1949 | 1920－1922 | 文启灥       | 1949－ | 1980－1983 | 王海洲 |
| 1912－1949 | 1922－1923 | 彭国钧       | 1949－ | 1981－1983 | 封玄武 |
| 1912－1949 | 1923－1924 | 彭运斌       | 1949－ | 1983－1990 | 易润芝 |
| 1912－1949 | 1924－1925 | 谢逸如       | 1949－ | 1990－2001 | 胡立   |
| 1912－1949 | 1925－1926 | 张有晋       | 1949－ | 2001－2006 | 王建华 |
| 1912－1949 | 1926－1927 | 鲁子源       | 1949－ | 2006－2015 | 卢鸿鸣 |
| 1912－1949 | 1928－1936 | 王季范       | 1949－ | 2015－2021 | 李素洁 |
| 1912－1949 | 1936－1949 | 鲁立刚       | 1949－ | 2021－2023 | 翁光龙 |
| 1912－1949 | 1949       | 刘琳森（代） | 1949－ | 2023－     | 邓智刚 |
| 1912－1949 | 1949       | 黄世知       |        |            |        |

## 学校现状

### 所获荣誉
- 全国文明校园
- 全国学校民主管理先进集体
- 全国学校体育卫生工作先进集体
- 全国群体工作先进集体
- 全国先进基层党组织
- 全国艺术教育先进集体
- 全国心理教育先进单位
- 全国校园文化建设先进单位
- 全国第四届和谐校园先进学校
- 全国科技教育创新十佳学校
- 湖南省文明标兵单位
- 湖南省基层党建示范点
- 全国‘十一五’教育科研先进集体
- 全国作文教学先进单位
- 全国地理教学先进集体
- 湖南省基础教育课程改革样板校建设学校

## 校园环境

长郡中学校门

长郡中学校园通称「郡园」，深处长沙老城区闹市中，临近地铁南门口站，东侧紧邻黄兴南路商业步行街，西侧深入旧城街巷。同时校址所在位于清代湖南学政衙门旧址附近，距离天心阁、湖南省立第一师范旧址等史迹均不远。
学校所在学院街街道，尤其是紧邻的西文庙坪片区在长沙街区中历史遗存较为丰富。从2018年起这一片地区开始有机更新改造工作，到2020年已颇有改变，其后渐向长沙的旅游热门地点发展。
全校四周环绕围墙，面积仅约58亩（39,000平方），由于此等限制，学校规划布局相对局促。校园中田径场跑道只有三百米，而建筑就学校建筑而言也较显高耸。自2017年来，长郡中学开始着手尝试扩建校园；2022年，有关征地工作启动。校园内有四幢教学楼，分别命名为「抱朴」「笃实」「沉勇」「弘毅」，科学馆名「求真」，体育馆名「图强」。在校园西侧四教学楼和科技馆之间有韩玄衣冠冢，:650－652其附近校园围墙内部有一小段为清代湖南提督学院遗物，此二者皆为长沙市一般不可移动文物点，但韩玄墓旧物已毁，其处今为操场，现存为后来重建者。
学校有池塘名为「澄池」，在韩玄墓旁。1935年前后，当时校舍中建成名为「澄池」的院落，按校友回忆王季范的说法，此名意在告诫学生当有澄清天下之大志。:139－143:12长郡澄池文学社以此为名，自1990年代迄今。2014年长郡改造校园，澄池得到扩建，其东前坪树起「長沙府中學堂」门，其池畔加建凉亭，其西韩玄墓也有整葺，重新粉刷，后立照壁。长郡集团旗下学校中但凡池塘多有名以「澄池」者，集团内部一些竞赛也称为「澄池杯」。

## 学校文化

### 校训
长郡中学校训为「朴实沉毅」。据载此校训之制定源自彭国钧日本考察的体会，尤重实务。校史上前校长鲁立刚和校友曾三都题写过长郡校训，今校徽上使用者是曾三题写的版本。:卷首彩页

### 校歌
长郡中学校歌于1912年前后制定，由教师黄铭功作词，无特定标题，或取首句「雄兮古潭州」为称。

### 奖学奖教金
截至2025年5月，长郡中学共有个人奖学金26项，集体奖学金3项，分别是：鲁立刚全优生奖学金；钟武雄、黄德荣全优生奖学金；6377阳光奖学金；杨辛希望奖学金；刘振元科技创新奖学金；纵平生物科学奖学金；长郡志成奖学金；长郡志成奖助学金；长郡志成奖助学金（学科竞赛）；张翔玲文学之星奖学金；文心奖学金；长郡86毅行宜善拔尖创新奖学金；长郡86毅行宜善社会公益奖学金；长郡86毅行宜善投笔从戎奖学金；潘峰文学奖学金；浩瀚信息奖学金；光仲育才化学奖学金；百廿长郡全优生奖学金；百廿长郡人文奖（外语）；百廿长郡科学奖（数学）；百廿长郡科学奖（地理）；百廿长郡艺术奖（美术）；百廿长郡艺术奖（音乐）；百廿长郡体育奖；百廿长郡优秀学生干部奖；百廿长郡优秀团干部奖；百廿长郡优秀团支部奖学金；百廿长郡优秀班集体奖。

### 校园活动
在2003年至2023年之间，长郡中学动漫社同长沙市内包括师大附中，雅礼中学等学校一起，成功举办了夏花学院祭活动

## 知名校友
长郡中学建校百余年，校友中留名者不少：于科学界有张孝骞等两院院士十四名，于革命界有李立三等老一辈无产阶级革命家及诸多烈士，于教育界有徐特立等名师，另外于湖南乃至中国内外各界也有长郡学生作出各自贡献。

## 争议事件

### 2020年教师猥亵学生事件
2021年8月16日，网络上出现一篇控诉长郡中学教师段某某猥亵学生的文章，引起了社会和长沙市政府部门的关注。当事教师承诺离开长郡，但随后媒体发现其转移到长郡教育集团名下的另一所中学工作。受害者在公开文章之前曾向校方求助，但学校选择息事宁人。网络上流传的一些图片似乎显示受害者遭到了校方威胁。

## 外部連結
- 官方网站
- 维基共享资源上的相關多媒體資源：长沙市长郡中学

1. ↑  . 信用中國.   [2024-09-24].